# Monti Lessini
Monti Lessini DOC sind italienische Weiß-, Rot- und Schaumweine (Spumante), die im Hügelland der Monti Lessini nördlich der Linie Verona–Vicenza bzw. im Gebiet der Lessinia hergestellt wird. Diese Weine haben seit dem 25. Juni 1987 den Status einer „kontrollierte Herkunftsbezeichnung“ (Denominazione di origine controllata – DOC), die zuletzt am 7. März 2014 aktualisiert wurde.

## Anbau
Die Produktion von Monti Lessini DOC ist nur zugelassen
- in der Provinz Verona: innerhalb des Gebietes der Gemeinden Vestenanova und San Giovanni Ilarione und in Teilen der Gemeinden Montecchia di Crosara, Roncà, Cazzano di Tramigna, Tregnago, Badia Calavena;
- in der Provinz Vicenza: innerhalb des Gebietes der Gemeinden Arzignano, Castelgomberto, Chiampo, Brogliano, Gambugliano, Trissino und in Teilen der Gemeinden Cornedo Vicentino, Costabissara, Gambellara, Isola Vicentina, Malo, Marano Vicentino, Monte di Malo, Montebello Vicentino, Montecchio Maggiore, Montorso Vicentino, Nogarole Vicentino, San Vito di Leguzzano, Schio, Zermeghedo.

Im gesamten Lessini-Gebiet wurden 2014 von 280 ha 25.804 Hektoliter DOC-Wein erzeugt.

## Herstellung
Folgende Weintypen werden erzeugt:
- Monti Lessini Bianco: muss mindestens zu 50 % aus der Rebsorte Chardonnay bestehen. Höchstens 50 % Durella, Garganega, Pinot bianco, Pinot nero, Pinot Grigio und/oder Sauvignon dürfen (einzeln oder gemeinsam) zugesetzt werden.
- Monti Lessini Durello (auch als Passito): muss mindestens zu 85 % aus der Rebsorte Durella bestehen. Höchstens 15 % Garganega, Pinot bianco, Chardonnay und/oder Pinot nero dürfen zugesetzt werden.
- Monti Lessini Pinot nero: muss mindestens zu 85 % aus der Rebsorte Pinot nero bestehen. Höchstens 15 % andere rote Rebsorten, die in den Provinzen Verona und Vicenza zugelassen sind,  dürfen zugesetzt werden.